# Tumuk-Humak-Gebirge
Das Tumuk-Humak-Gebirge ist eine ca. 120 km lange Bergkette im Südosten von Suriname, im Distrikt Sipaliwini.
Es ist eines von mehreren Grenzgebirgen mit Brasilien und die Fortsetzung des gleichnamigen Gebirges in Französisch-Guayana. Die Wasserscheide des Gebirges bildet die Grenze mit Brasilien, wo sich der Nationalpark Tumucumaque anschließt. Die größte Erhebung auf surinamischem Grundgebiet beträgt 728 m.
Soweit bekannt kommt der Name zum ersten Mal auf der Südamerikakarte von Juan de la Cruz Cano y Olmedilla aus dem Jahre 1775 als Sierra de Tumucuraque vor.